# Calvados (departement)
Calvados är ett franskt departement i regionen Normandie. I den tidigare regionindelningen som gällde fram till 2015 tillhörde Calvados regionen Basse-Normandie. Huvudort är Caen.
Under andra världskriget bombarderades Calvados av de allierade inför invasionen av Normandie. Något år efter kriget besökte journalisten Victor Vinde området. Hans reportage därifrån fick svenska företag och kommuner att reagera. 200 byggsatser till specialdesignade småhus skeppades över och monterades. Husen kallas "les suédoises", svenskorna, och är än i dag populära.  Departementet är känt för äppelbrännvinet Calvados och Calvados (departementet) är en av få regioner som drycken får produceras i efter att ha fått markeringen AOC 1942.

## Sevärdheter
- Cidervägen (Route du Cidre)
- Ostvägen (Route des Fromages)
- Beuvron-en-Auge, med bland annat marknad.
- Saint-Pierre-sur-Dives, med bland annat marknad.